# Alfred Piper
Pour les articles homonymes, voir Piper.
Alfred Friedrich Ludwig Albert Piper (né le 20 janvier 1814 à Damgarten et mort le 18 octobre 1892 à Rostock) est un homme politique prussien.

## Biographie
Alfred Piper est le fils du théologien (Karl Friedrich) Colestinus Piper, qui travaille ensuite comme pasteur à Lüdershagen, et de son épouse Albertine, née. Wagner.
Piper est président principal à Magdebourg et est élu maire de Francfort-sur-l'Oder en 1852. En même temps, il est membre de la chambre des seigneurs de Prusse (1854-1864). Dès 1850, il est membre de l'assemblée du peuple de l'Union d'Erfurt. Pendant son mandat, la foire commerciale de Francfort prospère et l'éclairage au gaz est introduit dans la ville en 1855.
En 1864, Piper est nommé conférencier et gouverneur du ministère prussien de l'intérieur à Berlin. Là, il supervise le département des affaires du monastère et initie la création de «l'école et l'institution éducative» pour les filles avec un internat attenant à l'abbaye de Keppel sous le patronage de la reine de Prusse Élisabeth. Il réussit à convaincre l'enseignante Nanny von Monbart comme supérieure du monastère. Sa fille aînée est également devenue pensionnaire et plus tard enseignante à l'abbaye de Keppel. En 1875, Piper prend sa retraite.
La même année, Piper acquit le Wettinshöhe à Zitzschewig, qui fait maintenant partie de Radebeul, et en 1879/1880, les frères Ziller agrandirent le bâtiment en ce qu'il appelle le château de Wettinhöhe . Le bâtiment brûle vers 1890 et est reconstruit. Piper décède le 18 octobre 1892 à Rostock.